# Efialtes (general macedoni)
Efialtes (en llatí Ephialtes, en grec antic Ἐφιάλτης) fou un general macedoni d'Alexandre el Gran.
Plutarc diu que Efialtes, juntament amb Cissos van comunicar a Alexandre la traïció i la fugida d'Hàrpal (Ἅρπαλος) el 324 aC quan per por a les represàlies va marxar amb el tresor. El rei, quan li van comunicar la notícia, els va empresonar com a culpables de calúmnia, però després els fets es van demostrar autèntics. Frínic, un poeta còmic, va escriure una obra titulada Efialtes (Ἐφιάλτης), però sembla que no feia referència a aquest personatge, sinó als malsons.